# 方士俊
方士俊，祖籍不详人，清朝政治人物。
道光元年七月，擔任清朝廣東省潮州府豐順縣知縣。后由王奇雲接任。